# Freestyle ai XXIV Giochi olimpici invernali - Ski cross femminile
La gara di ski cross femminile di freestyle dei XXIV Giochi olimpici invernali di Pechino si è svolta il 17 febbraio 2022 presso la  stazione sciistica Genting Snow Park di Zhangjiakou.
La sciatrice svedese Sandra Näslund ha conquistato la medaglia d'oro, mentre l'argento e il bronzo sono andati rispettivamente alla canadese Marielle Thompson e alla svizzera Fanny Smith.

## Risultati

### Qualificazione
| Pos. | Atleta               | Nazione   | Tempo   | Differenza |
| ---- | -------------------- | --------- | ------- | ---------- |
| 1    | Sandra Näslund       | Svezia    | 1:15.21 | −          |
| 2    | Fanny Smith          | Svizzera  | 1:17.06 | +1.85      |
| 3    | Daniela Maier        | Germania  | 1:17.63 | +2.42      |
| 4    | Hannah Schmidt       | Canada    | 1:18.07 | +2.86      |
| 5    | Marielle Thompson    | Canada    | 1:18.16 | +2.95      |
| 6    | Lucrezia Fantelli    | Italia    | 1:18.17 | +2.96      |
| 7    | Brittany Phelan      | Canada    | 1:18.17 | +2.96      |
| 8    | Courtney Hoffos      | Canada    | 1:18.28 | +3.07      |
| 9    | Talina Gantenbein    | Svizzera  | 1:18.31 | +3.10      |
| 10   | Alexandra Edebo      | Svezia    | 1:18.49 | +3.28      |
| 11   | Sami Kennedy-Sim     | Australia | 1:19.14 | +3.93      |
| 12   | Jole Galli           | Italia    | 1:19.20 | +3.99      |
| 13   | Saskja Lack          | Svizzera  | 1:19.21 | +4.00      |
| 14   | Ekaterina Maltseva   | ROC       | 1:19.45 | +4.24      |
| 15   | Natalia Sherina      | ROC       | 1:19.49 | +4.28      |
| 16   | Jade Grillet-Aubert  | Francia   | 1:19.54 | +4.33      |
| 17   | Elizaveta Ponkratova | ROC       | 1:19.56 | +4.35      |
| 18   | Andrea Limbacher     | Austria   | 1:19.69 | +4.48      |
| 19   | Katrin Ofner         | Austria   | 1:19.95 | +4.74      |
| 20   | Johanna Holzmann     | Germania  | 1:20.95 | +5.74      |
| 21   | Christina Födermayr  | Austria   | 1:21.02 | +5.81      |
| 22   | Anastasia Chirtsova  | ROC       | 1:21.53 | +6.32      |
| 23   | Nikol Kučerová       | Rep. Ceca | 1:21.96 | +6.75      |
| 24   | Ran Hongyan          | Cina      | 1:25.85 | +10.64     |
| 25   | Pu Rui               | Cina      | 1:30.01 | +14.80     |
| 26   | Alizée Baron         | Francia   | DNS     |            |

### Ottavi di finale
Batteria 1
| Pos. | Atleta               | Nazione | Note |
| ---- | -------------------- | ------- | ---- |
| 1    | Sandra Näslund       | Svezia  | Q    |
| 2    | Jade Grillet-Aubert  | Francia | Q    |
| 3    | Elizaveta Ponkratova | ROC     |      |

Batteria 2
| Pos. | Atleta            | Nazione  | Note |
| ---- | ----------------- | -------- | ---- |
| 1    | Courtney Hoffos   | Canada   | Q    |
| 2    | Talina Gantenbein | Svizzera | Q    |
| 3    | Ran Hongyan       | Cina     |      |
| 4    | Pu Rui            | Cina     |      |

Batteria 3
| Pos. | Atleta              | Nazione | Note |
| ---- | ------------------- | ------- | ---- |
| 1    | Marielle Thompson   | Canada  | Q    |
| 2    | Jole Galli          | Italia  | Q    |
| 3    | Christina Födermayr | Austria |      |

Batteria 4
| Pos. | Atleta           | Nazione  | Note |
| ---- | ---------------- | -------- | ---- |
| 1    | Hannah Schmidt   | Canada   | Q    |
| 2    | Johanna Holzmann | Germania | Q    |
| 3    | Saskja Lack      | Svizzera |      |

Batteria 5
| Pos. | Atleta             | Nazione  | Note |
| ---- | ------------------ | -------- | ---- |
| 1    | Daniela Maier      | Germania | Q    |
| 2    | Katrin Ofner       | Austria  | Q    |
| 3    | Ekaterina Maltseva | ROC      |      |

Batteria 6
| Pos. | Atleta              | Nazione   | Note |
| ---- | ------------------- | --------- | ---- |
| 1    | Sami Kennedy-Sim    | Australia | Q    |
| 2    | Anastasia Chirtsova | ROC       | Q    |
|      | Lucrezia Fantelli   | Italia    | DNF  |

Batteria 7
| Pos. | Atleta          | Nazione   | Note |
| ---- | --------------- | --------- | ---- |
| 1    | Brittany Phelan | Canada    | Q    |
| 2    | Alexandra Edebo | Svezia    | Q    |
| 3    | Nikol Kučerová  | Rep. Ceca |      |
|      | Alizée Baron    | Francia   | DNS  |

Batteria 8
| Pos. | Atleta           | Nazione  | Note |
| ---- | ---------------- | -------- | ---- |
| 1    | Fanny Smith      | Svizzera | Q    |
| 2    | Andrea Limbacher | Austria  | Q    |
| 3    | Natalia Sherina  | ROC      |      |

### Quarti di finale
Batteria 1
| Pos. | Atleta              | Nazione  | Note |
| ---- | ------------------- | -------- | ---- |
| 1    | Sandra Näslund      | Svezia   | Q    |
| 2    | Courtney Hoffos     | Canada   | Q    |
| 3    | Talina Gantenbein   | Svizzera |      |
| 4    | Jade Grillet-Aubert | Francia  |      |

Batteria 2
| Pos. | Atleta            | Nazione  | Note |
| ---- | ----------------- | -------- | ---- |
| 1    | Marielle Thompson | Canada   | Q    |
| 2    | Hannah Schmidt    | Canada   | Q    |
| 3    | Jole Galli        | Italia   |      |
| 4    | Johanna Holzmann  | Germania |      |

Batteria 3
| Pos. | Atleta              | Nazione   | Note |
| ---- | ------------------- | --------- | ---- |
| 1    | Sami Kennedy-Sim    | Australia | Q    |
| 2    | Daniela Maier       | Germania  | Q    |
| 3    | Katrin Ofner        | Austria   |      |
| 4    | Anastasia Chirtsova | ROC       |      |

Batteria 4
| Pos. | Atleta           | Nazione  | Note |
| ---- | ---------------- | -------- | ---- |
| 1    | Fanny Smith      | Svizzera | Q    |
| 2    | Brittany Phelan  | Canada   | Q    |
| 3    | Andrea Limbacher | Austria  |      |
| 4    | Alexandra Edebo  | Svezia   |      |

### Semifinali
Batteria 1
| Pos. | Atleta            | Nazione | Note |
| ---- | ----------------- | ------- | ---- |
| 1    | Sandra Näslund    | Svezia  | BF   |
| 2    | Marielle Thompson | Canada  | BF   |
| 3    | Hannah Schmidt    | Canada  | SF   |
| 4    | Courtney Hoffos   | Canada  | SF   |

Batteria 2
| Pos. | Atleta           | Nazione   | Note |
| ---- | ---------------- | --------- | ---- |
| 1    | Daniela Maier    | Germania  | BF   |
| 2    | Fanny Smith      | Svizzera  | BF   |
| 3    | Brittany Phelan  | Canada    | SF   |
|      | Sami Kennedy-Sim | Australia | SF   |

### Finali
Finale piccola
| Pos. | Atleta           | Nazione   | Note |
| ---- | ---------------- | --------- | ---- |
| 5    | Brittany Phelan  | Canada    |      |
| 6    | Courtney Hoffos  | Canada    |      |
| 7    | Hannah Schmidt   | Canada    |      |
| 8    | Sami Kennedy-Sim | Australia |      |

Finale grande
| Pos.    | Atleta            | Nazione  | Note |
| ------- | ----------------- | -------- | ---- |
| Oro     | Sandra Näslund    | Svezia   |      |
| Argento | Marielle Thompson | Canada   |      |
| Bronzo  | Fanny Smith       | Svizzera |      |
| 4       | Daniela Maier     | Germania |      |